# PROBA-3
PROBA-3（Project for On-Board Autonomy-3）は欧州宇宙機関(ESA)によって計画された技術実証衛星。小型衛星2基のペアでコロナグラフを形成して太陽観測を行うと同時に、精密な自律フライト・フォーメーション技術を実証する。
2024年12月5日日本時間19時34分(インド現地時間16時04分)、インド宇宙研究機関(ISRO)によって打ち上げられた。

## 概要
PROBA-3は観測機器本体を搭載するコロナグラフ衛星CSCと、太陽光球を掩蔽する遮光ディスクを取り付けたオカルター衛星OSCが同時に打ち上げられ、両者が150mの距離を保って編隊飛行し、オカルタ―衛星が太陽を隠してコロナグラフ衛星から見た人工的な日食を起こすことで太陽光球の外側に広がるコロナを観測する。従来のコロナグラフは遮光ディスクの縁で回折してくる迷光を防ぐため太陽光球を大きめに掩蔽する設計であったが、PROBA-3が採用したマルセイユ天文物理研究所の提案によるコロナグラフASPIICS (Association de Satellite Pour Imagerie et l'Interferometrie de la Couronne Solaire)は、人工衛星2基の連携により遮光ディスクを検出器から150mの彼方に置くことで回折光を低減し、より太陽光球の縁に迫った内部コロナを観測可能となる。
ミッションの技術的な課題は、2基の衛星が観測対象である太陽との同一軸線上を一定の相対距離・相対姿勢を自律的に保って精密に編隊飛行することにあり、その精度は衛星間の距離誤差1.5mm、横方向ずれの誤差5mm以内が目標とされている。
軌道は従前の技術実証衛星シリーズであるPROBA-1およびPROBA-2が低軌道で運用されたのに対し、PROBA-3は遠地点60,530km、近地点600kmの長楕円軌道に投入される。これは地球からの距離を大きくとるほど重力の影響が小さく、軌道調整の推進剤消費を抑えられるためで、精密軌道制御および太陽観測の実施は、軌道周期19時間38分のうち遠地点通過の前後で重力が最小となる6時間に実施される計画となっている。また太陽観測とは別に将来的な自律フライト・フォーメーション技術の応用を見越して、25mから250mまで各種の相対距離を維持する実証実験が行われる。

## 衛星の構成
- コロナグラフ CSC (Coronagraph Spacecraft)

外寸1100×1800×1700mmで重量340kg。1Nのモノプロペラントスラスタを搭載し、精密誘導に使用するレーザートラッカーのエミッタとセンサを持つ。コロナグラフの受光部は口径50mm、焦点距離1150mmの屈折光学系で、画素数は2048×2048ピクセル。視野は1.02～3太陽半径である。
- オカルタ― OSC (Occulter Spacecraft)

外寸900×1400×900mmで重量200kg。10mNコールドガススラスタと精密誘導に使用するレーザー反射器（コーナーキューブ）を持つ。直径1400mmの遮光ディスクを搭載し、観測時はそれを太陽の反対側に向ける姿勢で飛行する。